# Wang Cong'er
Wang Cong'er, född 1777, död 1798, var en kinesisk upprorsledare. Hon ledde ett uppror mot manchuerna, det så kallade Vita Lotus-upproret. 